# Aipysurus
Aipysurus là một chi rắn biển độc được tìm thấy ở các vùng biển ấm từ Ấn Độ Dương đến Thái Bình Dương. Hiện tại có 8 loài được công nhận.

## Loài
| Loài              | Người mô tả                                                          | Phân loài* | Tên tiếng Anh                                                  | Phạm vi phân bố |
| ----------------- | -------------------------------------------------------------------- | ---------- | -------------------------------------------------------------- | --- |
| A. apraefrontalis | M.A. Smith, 1926                                                     | 0          | Short-nosed Seasnake, Sahul Reef Snake                         | Biển Timor, Tây Úc |
| A. duboisii       | Bavay, 1869                                                          | 0          | Reef shallows seasnake                                         | Australia (Lãnh thổ Bắc Úc, Queensland, Tây Australia), biển Timor (Indonesia), New Caledonia, quần đảo Loyalty, Lifou (= Lifu), nam New Guinea                                                                                       |
| A. eydouxii       | (Gray, 1849)                                                         | 0          | Spine-tailed seasnake                                          | Australia (Lãnh thổ Bắc Úc, Queensland, Tây Úc), biển Đông, vịnh Thái Lan, Campuchia, Indonesia, Tây Malaysia, Việt Nam, New Guinea, Singapore.                                                                                       |
| A. foliosquama    | M. A. Smith, 1926                                                    | 0          | Leaf-scaled Seasnake                                           | Biển Timor; Australia (Tây Úc (các rạn đá ngầm Ashmore, Hibernia và Scott)) |
| A. fuscus         | (Tschudi, 1837)                                                      | 0          | Dusky Seasnake, Timor Reef Snake                               | Đông Indonesia (Timor), New Guinea, Australia (Tây Úc, rạn đá ngầm Ashmore) |
| A. laevis         | Lacépède, 1804                                                       | 1          | Olive sea snake, phân loài A. l. pooleorum: Shark Bay Seasnake | các vùng biển xung quanh Indonesia (Timor), New Guinea, về phía đông tới New Caledonia, Australia (New South Wales?, Lãnh thổ Bắc Úc, Queensland, Tây Úc). Phân loài pooleorum: Australia (Tây Úc, vùng biển trung tây [vịnh Shark]). |
| A. mosaicus       | Sanders, Rasmussen, Elmberg, Mumpuni, Guinea, Blias, Lee & Fry, 2012 | 0          |                                                                | Australia |
| A. tenuis         | Lonnberg & Andersson, 1913                                           | 0          | Arafura Sea Snake                                              | Australia (Tây Úc), biển Arafura. |

*) Không bao gồm các phân loài.